# لونج كاي
لونج كاي (بالإنجليزية: Long Cay)‏ هي جزيرة في الباهاماس. وتُعتبر جزيرة مرجانية تضم جزيرة أكلينز [الإنجليزية] وجزيرة كروكد. تبلغ مساحتها حوالي 8 أميال مربعة (21 كيلومترًا مربعًا) وتقع في منطقة أكلينز وجزر كروكد [الإنجليزية].

## تاريخ
اسم جزيرة لونج كاي في الأصل كان جزيرة فورتشن، حيث أطلقهُ كريستوفر كولومبوس، قيل لأنه وجد لؤلؤة محارة عندما وصل إلى هناك لأول مرة.
كان عدد سكانها في السابق 4000 ساكنًا، ولكن مع مرور الأوقات، أصبح بها عدد قليل جدًا من السكان يقل أحيانًا عن 50 شخصًا.